# Liste des cours d'eau du bassin de la baie d'Ungava
Cette liste répertorie les principaux cours d'eau du bassin versant de la baie d'Ungava.

## Liste
| Nom                        | Tributaire           | Longueur (km2) | Localisation embouchure | Coordonnées embouchure       | Localisation source | Coordonnées source           |
| -------------------------- | -------------------- | -------------- | ----------------------- | ---------------------------- | ------------------- | ---------------------------- |
| Rivière Abrat              | Baie d'Ungava        | 39             | Rivière-Koksoak         | 59° 14′ 24″ N, 65° 18′ 20″ O | Rivière-Koksoak     | 59° 04′ 30″ N, 64° 57′ 03″ O |
| Rivière Aigneau            | Rivière aux Mélèzes  | 145            | Rivière-Koksoak         | 57° 34′ 34″ N, 69° 51′ 45″ O | Rivière-Koksoak     | 56° 37′ 25″ N, 70° 22′ 22″ O |
| Rivière Alluviaq           | Baie d'Ungava        | 64             | Rivière-Koksoak         | 59° 22′ 54″ N, 64° 59′ 21″ O | Rivière-Koksoak     | 59° 03′ 30″ N, 64° 19′ 53″ O |
| Rivière Amittujuakaakallak | Rivière Groust       | 34             | Rivière-Koksoak         | 60° 08′ 09″ N, 72° 52′ 59″ O | Rivière-Koksoak     | 60° 14′ 33″ N, 73° 09′ 17″ O |
| Rivière Arnaud             | Baie d'Ungava        | 262            | Rivière-Koksoak         | 59° 58′ 55″ N, 69° 45′ 31″ O | Rivière-Koksoak     | 59° 16′ 52″ N, 73° 19′ 31″ O |
| Rivière Arpalirtuq         | Rivière Lepellé      | 40             | Rivière-Koksoak         | 60° 37′ 02″ N, 73° 38′ 56″ O | Rivière-Koksoak     | 60° 56′ 41″ N, 73° 38′ 08″ O |
| Rivière à la Baleine       | Baie d'Ungava        | 400            | Rivière-Koksoak         | 58° 15′ 21″ N, 67° 37′ 00″ O | Rivière-Koksoak     | 55° 23′ 11″ N, 65° 43′ 05″ O |
| Rivière Barnoin            | Baie d'Ungava        | 106            | Rivière-Koksoak         | 58° 47′ 16″ N, 65° 49′ 38″ O | Rivière-Koksoak     | 58° 19′ 30″ N, 64° 43′ 42″ O |
| Rivière Beurling           | Rivière Caniapiscau  | 42             | Rivière-Koksoak         | 56° 07′ 24″ N, 68° 54′ 20″ O | Rivière-Koksoak     | 56° 00′ 29″ N, 69° 19′ 56″ O |
| Rivière Bras de Fer        | Rivière Caniapiscau  | 55             | Rivière-Koksoak         | 55° 16′ 19″ N, 68° 54′ 46″ O | Rivière-Koksoak     | 54° 57′ 23″ N, 69° 13′ 48″ O |
| Rivière Brochant           | Baie d'Ungava        | 124            | Kangirsuk               | 59° 55′ 11″ N, 69° 45′ 56″ O | Rivière-Koksoak     | 59° 27′ 15″ N, 71° 18′ 13″ O |
| Rivière Buet               | Rivière Arnaud       | 188            | Rivière-Koksoak         | 60° 01′ 58″ N, 70° 20′ 55″ O | Rivière-Koksoak     | 60° 50′ 23″ N, 71° 15′ 19″ O |
| Rivière Buron              | Baie d'Ungava        | 126            | Rivière-Koksoak         | 58° 57′ 21″ N, 69° 53′ 42″ O | Rivière-Koksoak     | 59° 19′ 08″ N, 71° 16′ 16″ O |
| Rivière Bérard             | Baie d'Ungava        | 106            | Tasiujaq                | 58° 41′ 26″ N, 69° 55′ 42″ O | Tasiujaq            | 57° 52′ 54″ N, 70° 01′ 36″ O |
| Rivière Caniapiscau        | Rivière Koksoak      | 737            | Rivière-Koksoak         | 57° 40′ 18″ N, 69° 29′ 12″ O | Caniapiscau         | 52° 32′ 23″ N, 68° 01′ 15″ O |
| Rivière Charpentier        | Rivière aux Feuilles | 69             | Baie-d'Hudson           | 57° 31′ 52″ N, 73° 55′ 06″ O | Rivière-Koksoak     | 57° 15′ 42″ N, 73° 16′ 53″ O |
| Rivière Châteauguay        | Rivière Caniapiscau  | 121            | Rivière-Koksoak         | 56° 38′ 50″ N, 69° 07′ 50″ O | Rivière-Koksoak     | 56° 18′ 55″ N, 70° 14′ 28″ O |
| Rivière Cohade             | Rivière aux Feuilles | 86             | Rivière-Koksoak         | 58° 18′ 36″ N, 71° 45′ 02″ O | Rivière-Koksoak     | 58° 45′ 52″ N, 72° 19′ 58″ O |
| Rivière Compeau            | Baie d'Ungava        | 56             | Rivière-Koksoak         | 58° 40′ 05″ N, 69° 38′ 54″ O | Rivière-Koksoak     | 58° 13′ 21″ N, 69° 23′ 46″ O |
| Rivière Conefroy           | Baie d'Ungava        | 53             | Rivière-Koksoak         | 58° 46′ 12″ N, 69° 30′ 07″ O | Rivière-Koksoak     | 58° 22′ 35″ N, 69° 17′ 49″ O |
| Rivière Corporon           | Rivière aux Feuilles | 49             | Rivière-Koksoak         | 58° 14′ 13″ N, 72° 01′ 13″ O | Rivière-Koksoak     | 58° 25′ 05″ N, 72° 30′ 03″ O |
| Rivière Daunais            | Rivière aux Feuilles | 32             | Rivière-Koksoak         | 57° 48′ 59″ N, 73° 10′ 40″ O | Rivière-Koksoak     | 57° 50′ 01″ N, 73° 38′ 20″ O |
| Rivière De Pas             | Rivière George       | 160            | Rivière-Koksoak         | 55° 53′ 06″ N, 64° 45′ 32″ O | Rivière-Koksoak     | 55° 04′ 43″ N, 65° 56′ 34″ O |
| Rivière De Thury           | Rivière Arnaud       | 99             | Rivière-Koksoak         | 59° 58′ 56″ N, 70° 17′ 59″ O | Rivière-Koksoak     | 59° 39′ 14″ N, 71° 29′ 57″ O |
| Rivière Deharveng          | Baie d'Ungava        | 69             | Rivière-Koksoak         | 58° 35′ 36″ N, 69° 48′ 38″ O | Rivière-Koksoak     | 58° 04′ 22″ N, 69° 53′ 18″ O |
| Rivière Delay              | Rivière du Gué       | 275            | Rivière-Koksoak         | 56° 56′ 32″ N, 71° 28′ 06″ O | Rivière-Koksoak     | 55° 32′ 48″ N, 71° 07′ 49″ O |
| Rivière Falcoz             | Rivière George       | 176            | Rivière-Koksoak         | 56° 55′ 24″ N, 64° 59′ 44″ O | Rivière-Koksoak     | 57° 47′ 24″ N, 63° 54′ 32″ O |
| Rivière False              | Baie d'Ungava        | 164            | Rivière-Koksoak         | 58° 29′ 00″ N, 67° 51′ 12″ O | Rivière-Koksoak     | 57° 18′ 13″ N, 68° 04′ 22″ O |
| Rivière aux Feuilles       | Baie d'Ungava        | 386            | Rivière-Koksoak         | 58° 46′ 37″ N, 70° 04′ 00″ O | Baie-d'Hudson       | 57° 25′ 47″ N, 74° 26′ 13″ O |
| Rivière Feuquières         | Rivière De Pas       | 41             | Rivière-Koksoak         | 55° 10′ 01″ N, 65° 36′ 55″ O | Rivière-Koksoak     | 55° 16′ 40″ N, 66° 02′ 38″ O |
| Rivière Forbes             | Rivière Caniapiscau  | 72             | Rivière-Koksoak         | 57° 31′ 43″ N, 69° 23′ 53″ O | Rivière-Koksoak     | 57° 10′ 34″ N, 69° 38′ 50″ O |
| Rivière Ford               | Rivière George       | 141            | Rivière-Koksoak         | 58° 10′ 40″ N, 65° 46′ 57″ O | Rivière-Koksoak     | 57° 51′ 27″ N, 64° 09′ 25″ O |
| Rivière Frémin             | Rivière Delay        | 43             | Rivière-Koksoak         | 56° 30′ 30″ N, 71° 06′ 05″ O | Rivière-Koksoak     | 56° 12′ 55″ N, 71° 17′ 24″ O |
| Rivière George             | Baie d'Ungava        | 563            | Rivière-Koksoak         | 58° 49′ 00″ N, 66° 10′ 00″ O | Rivière-Koksoak     | 54° 51′ 30″ N, 63° 55′ 30″ O |
| Rivière Giraud             | Rivière Châteauguay  | 88             | Rivière-Koksoak         | 56° 34′ 11″ N, 69° 36′ 30″ O | Rivière-Koksoak     | 56° 00′ 37″ N, 70° 05′ 38″ O |
| Rivière Goodwood           | Rivière Caniapiscau  | 108            | Rivière-Koksoak         | 55° 34′ 44″ N, 68° 08′ 39″ O | Rivière-Koksoak     | 55° 04′ 51″ N, 67° 15′ 42″ O |
| Rivière Groust             | Rivière Lepellé      | 75             | Rivière-Koksoak         | 59° 56′ 56″ N, 72° 23′ 21″ O | Rivière-Koksoak     | 59° 52′ 53″ N, 73° 21′ 24″ O |
| Rivière du Gué             | Rivière aux Mélèzes  | 232            | Rivière-Koksoak         | 57° 20′ 41″ N, 70° 44′ 58″ O | Rivière-Koksoak     | 56° 21′ 12″ N, 72° 35′ 36″ O |
| Rivière Guesnier           | Baie d'Ungava        | 97             | Rivière-Koksoak         | 58° 26′ 01″ N, 66° 50′ 54″ O | Rivière-Koksoak     | 57° 50′ 08″ N, 66° 27′ 45″ O |
| Rivière Hamelin            | Rivière Arnaud       | 30             | Rivière-Koksoak         | 60° 01′ 04″ N, 71° 44′ 53″ O | Rivière-Koksoak     | 59° 49′ 14″ N, 71° 43′ 42″ O |
| Rivière Ikirtuuq           | Rivière aux Mélèzes  | 49             | Rivière-Koksoak         | 57° 23′ 01″ N, 70° 38′ 56″ O | Rivière-Koksoak     | 57° 35′ 35″ N, 71° 04′ 04″ O |
| Rivière Irsuaq             | Rivière aux Feuilles | 33             | Rivière-Koksoak         | 57° 39′ 20″ N, 73° 30′ 04″ O | Rivière-Koksoak     | 57° 29′ 04″ N, 73° 34′ 02″ O |
| Rivière Kayakawakamau      | Rivière du Sable     | 56             | Rivière-Koksoak         | 55° 15′ 20″ N, 68° 16′ 45″ O | Caniapiscau         | 54° 50′ 31″ N, 68° 26′ 17″ O |
| Rivière Kayakawakamau      | Rivière du Sable     | 56             | Rivière-Koksoak         | 55° 15′ 20″ N, 68° 16′ 45″ O | Caniapiscau         | 54° 50′ 31″ N, 68° 26′ 17″ O |
| Rivière Koksoak            | Baie d'Ungava        | 140            | Rivière-Koksoak         | 58° 32′ 12″ N, 68° 09′ 29″ O | Rivière-Koksoak     | 57° 40′ 32″ N, 69° 28′ 48″ O |
| Rivière Koroc              | Baie d'Ungava        | 180            | Rivière-Koksoak         | 58° 51′ 25″ N, 65° 47′ 31″ O | Rivière-Koksoak     | 58° 50′ 36″ N, 63° 36′ 10″ O |
| Rivière Kuugajaraapik      | Rivière Arnaud       | 37             | Rivière-Koksoak         | 59° 55′ 22″ N, 72° 27′ 21″ O | Rivière-Koksoak     | 59° 59′ 43″ N, 72° 55′ 01″ O |
| Rivière Kuuguluk           | Rivière aux Feuilles | 12             | Rivière-Koksoak         | 58° 15′ 45″ N, 71° 21′ 59″ O | Rivière-Koksoak     | 58° 11′ 51″ N, 71° 13′ 39″ O |
| Rivière La Goudalie        | Rivière aux Feuilles | 40             | Rivière-Koksoak         | 57° 56′ 04″ N, 72° 58′ 38″ O | Rivière-Koksoak     | 58° 04′ 21″ N, 73° 22′ 27″ O |
| Rivière Lefroy             | Baie d'Ungava        | 74             | Rivière-Koksoak         | 59° 41′ 32″ N, 69° 38′ 11″ O | Rivière-Koksoak     | 59° 27′ 44″ N, 70° 43′ 03″ O |
| Rivière Lepellé            | Rivière Arnaud       | 198            | Rivière-Koksoak         | 59° 56′ 57″ N, 72° 23′ 19″ O | Rivière-Koksoak     | 60° 36′ 16″ N, 74° 43′ 49″ O |
| Rivière Lestage            | Rivière Vachon       | 173            | Rivière-Koksoak         | 60° 09′ 49″ N, 71° 30′ 08″ O | Rivière-Koksoak     | 60° 41′ 14″ N, 73° 21′ 39″ O |
| Rivière Mannic             | Baie d'Ungava        | 23             | Rivière-Koksoak         | 58° 49′ 55″ N, 70° 01′ 36″ O | Rivière-Koksoak     | 58° 57′ 32″ N, 70° 08′ 05″ O |
| Rivière Marralik           | Baie d'Ungava        | 130            | Rivière-Koksoak         | 58° 15′ 59″ N, 67° 23′ 56″ O | Rivière-Koksoak     | 57° 12′ 26″ N, 66° 27′ 06″ O |
| Rivière aux Mélèzes        | Rivière Koksoak      | 272            | Rivière-Koksoak         | 57° 40′ 34″ N, 69° 29′ 18″ O | Rivière-Koksoak     | 57° 04′ 09″ N, 73° 14′ 57″ O |
| Rivière de la Mort         | Rivière Caniapiscau  | 86             | Rivière-Koksoak         | 56° 15′ 48″ N, 69° 07′ 43″ O | Rivière-Koksoak     | 55° 57′ 13″ N, 69° 56′ 47″ O |
| Rivière Murdoch            | Rivière Wheeler      | 98             | Rivière-Koksoak         | 55° 52′ 01″ N, 66° 54′ 55″ O | Rivière-Koksoak     | 55° 17′ 04″ N, 66° 15′ 04″ O |
| Rivière Nedlouc            | Rivière aux Feuilles | 75             | Rivière-Koksoak         | 57° 23′ 30″ N, 72° 45′ 47″ O | Rivière-Koksoak     | 57° 26′ 14″ N, 72° 39′ 18″ O |
| Rivière Pons               | Rivière Caniapiscau  | 148            | Rivière-Koksoak         | 56° 06′ 51″ N, 68° 52′ 59″ O | Rivière-Koksoak     | 55° 58′ 39″ N, 70° 01′ 19″ O |
| Rivière Potier             | Rivière aux Mélèzes  | 99,4           | Rivière-Koksoak         | 57° 20′ 40″ N, 70° 46′ 35″ O | Rivière-Koksoak     | 57° 24′ 58″ N, 72° 04′ 31″ O |
| Rivière Péladeau           | Rivière aux Feuilles | 145            | Rivière-Koksoak         | 58° 35′ 45″ N, 70° 30′ 09″ O | Rivière-Koksoak     | 59° 08′ 06″ N, 71° 28′ 26″ O |
| Rivière Qijuttuuq          | Rivière aux Feuilles | 100            | Rivière-Koksoak         | 57° 20′ 40″ N, 70° 46′ 35″ O | Rivière-Koksoak     | 57° 43′ 46″ N, 72° 21′ 07″ O |
| Rivière Qurlutuapik        | Rivière Ford         | 55             | Rivière-Koksoak         | 57° 49′ 19″ N, 64° 29′ 37″ O | Rivière-Koksoak     | 57° 54′ 12″ N, 63° 54′ 33″ O |
| Rivière Qurlutuq           | Baie d'Ungava        | 240            | Rivière-Koksoak         | 58° 26′ 53″ N, 66° 48′ 48″ O | Rivière-Koksoak     | 56° 51′ 12″ N, 65° 18′ 03″ O |
| Rivière du Sable           | Rivière Caniapiscau  | 89             | Rivière-Koksoak         | 55° 29′ 52″ N, 68° 20′ 39″ O | Rivière-Koksoak     | 54° 56′ 27″ N, 67° 56′ 51″ O |
| Rivière Saint-Fond         | Baie d'Ungava        | 101            | Rivière-Koksoak         | 59° 29′ 11″ N, 69° 44′ 57″ O | Rivière-Koksoak     | 59° 19′ 36″ N, 71° 00′ 13″ O |
| Rivière Sanirqitik         | Rivière Deharveng    | 52             | Rivière-Koksoak         | 58° 33′ 00″ N, 69° 48′ 25″ O | Rivière-Koksoak     | 58° 10′ 08″ N, 69° 31′ 14″ O |
| Rivière Sapukkait          | Baie d'Ungava        | 11             | Rivière-Koksoak         | 59° 28′ 37″ N, 65° 17′ 53″ O | Rivière-Koksoak     | 59° 24′ 13″ N, 65° 11′ 51″ O |
| Rivière Savalette          | Rivière à la Baleine | 104            | Rivière-Koksoak         | 55° 47′ 50″ N, 66° 00′ 14″ O | Rivière-Koksoak     | 55° 22′ 06″ N, 65° 49′ 46″ O |
| Rivière Sijjait            | Rivière Brochant     | 15             | Rivière-Koksoak         | 59° 41′ 02″ N, 70° 55′ 55″ O | Rivière-Koksoak     | 59° 40′ 59″ N, 71° 11′ 21″ O |
| Rivière Situraviup         | Rivière Caniapiscau  | 52             | Rivière-Koksoak         | 57° 30′ 56″ N, 69° 21′ 21″ O | Rivière-Koksoak     | 57° 12′ 52″ N, 68° 53′ 54″ O |
| Rivière Swampy Bay         | Rivière Caniapiscau  | 291            | Rivière-Koksoak         | 56° 51′ 59″ N, 69° 04′ 25″ O | Rivière-Koksoak     | 55° 02′ 39″ N, 67° 00′ 03″ O |
| Rivière Sérigny            | Rivière Caniapiscau  | 202            | Rivière-Koksoak         | 55° 59′ 36″ N, 68° 39′ 50″ O | Rivière-Koksoak     | 55° 04′ 46″ N, 69° 48′ 33″ O |
| Rivière Tuttutuuq          | Baie d'Ungava        | 93             | Rivière-Koksoak         | 58° 21′ 47″ N, 67° 05′ 48″ O | Rivière-Koksoak     | 57° 43′ 02″ N, 66° 24′ 51″ O |
| Rivière Ungavatuarusik     | Baie d'Ungava        | 10             | Rivière-Koksoak         | 58° 36′ 46″ N, 69° 51′ 00″ O | Rivière-Koksoak     | 58° 33′ 03″ N, 69° 56′ 16″ O |
| Rivière Vachon             | Rivière Arnaud       | 262            | Rivière-Koksoak         | 60° 04′ 44″ N, 71° 09′ 02″ O | Rivière-Koksoak     | 61° 19′ 17″ N, 73° 39′ 39″ O |
| Rivière du Vent d'Ouest    | Rivière Alluviaq     | 41             | Rivière-Koksoak         | 59° 20′ 01″ N, 64° 45′ 15″ O | Rivière-Koksoak     | 59° 30′ 02″ N, 64° 21′ 05″ O |
| Rivière Vernot             | Rivière aux Feuilles | 22             | Rivière-Koksoak         | 57° 57′ 02″ N, 72° 49′ 56″ O | Rivière-Koksoak     | 57° 49′ 20″ N, 72° 44′ 43″ O |
| Rivière Vizien             | Rivière aux Feuilles | 137            | Rivière-Koksoak         | 58° 04′ 41″ N, 72° 34′ 16″ O | Rivière-Koksoak     | 58° 34′ 42″ N, 73° 52′ 02″ O |
| Rivière Wheeler            | Rivière à la Baleine | 247            | Rivière-Koksoak         | 57° 04′ 09″ N, 67° 09′ 35″ O | Rivière-Koksoak     | 55° 37′ 46″ N, 66° 21′ 06″ O |
| Ruisseau Dufreboy          | Rivière aux Feuilles | 43             | Rivière-Koksoak         | 58° 17′ 48″ N, 71° 14′ 03″ O | Rivière-Koksoak     | 58° 08′ 41″ N, 70° 45′ 10″ O |
| Ruisseau Ptarmigan         | Rivière aux Feuilles | 54             | Rivière-Koksoak         | 58° 15′ 57″ N, 71° 22′ 57″ O | Rivière-Koksoak     | 57° 54′ 50″ N, 71° 25′ 04″ O |